# 淮海经济区
淮海经济区包括山东省南部、江苏省北部、安徽省东北部以及河南省的最东部。狭义的淮海地区是指鲁南苏北。

## 主要城市
2018年中国国务院发表《淮河生态经济带发展规划》，将淮河生态经济带分为三区，其中“北部淮海经济区”包括江苏省的徐州、连云港、宿迁；山东省的菏泽、济宁、临沂、枣庄；安徽省的淮北、宿州；河南省的商丘，共10个地级市。中心城市为徐州。 。

## 交通
- 铁路

陇海铁路、京沪铁路、京沪高速铁路、兖石铁路、新兖铁路、胶新铁路、新长铁路。
- 公路

日东高速公路、沈海高速公路、京沪高速公路等。

## 主要港口
- 连云港港
- 日照港